# کلویه، لیئژ
شهر کلویه, لیئژ (به فرانسوی: Clavier) در شهرستان اویی  در استان لیئژ  در منطقه فدرال والوون در کشور بلژیک واقع شده‌است.